# SŽD-Baureihe 2ТЭ10Л
Die Lokomotiven der SŽD-Baureihe 2ТЭ10Л (deutsche Transkription 2TE10L) der Sowjetischen Eisenbahnen (SŽD) sind breitspurige Diesellokomotiven mit dieselelektrischer Kraftübertragung vorrangig für den Güterzugdienst. Sie gehörten als Doppellokomotive zur Familie der ТЭ10 und waren als Ableitung der 2ТЭ10 entstanden.

## Geschichte
Die Lokomotiven entstanden als Weiterentwicklung der SŽD-Baureihe 2ТЭ10 der Lokomotivfabrik Charkow. Sie wurden von 1961 in der Lokomotivfabrik Luhansk ausgeliefert, wobei gegenüber der Konstruktion der Lokomotivfabrik Charkow einige Änderungen durchgeführt wurden. Daher erhielten die Lokomotiven den Zusatz L. Der Unterschied betraf hauptsächlich den Lokkasten; gegenüber der SŽD-Baureihe ТЭ3 war der Übergang von dem tragenden Rahmen zum nichttragenden Aufbau geändert worden. Äußerlich fällt dies besonders durch die breite Stirnfront und die geraden Seitenwände des Lokkastens auf. Dabei wurde die Länge einer Lokhälfte um 1641 mm und die Masse um 1,5 t verkleinert. Die Antriebsanlage blieb gegenüber der 2ТЭ10 unverändert.
Der Vorrat an Brennstoff wurde gegenüber dieser auf 2 × 6.300 l und der an Sand auf 2 × 1.000 kg gesteigert. Die Geschwindigkeit, bei der die maximale Zugkraft ausgenützt werden konnte, betrug 24 km/h, die Höchstgeschwindigkeit wurde auf 100 km/h ausgelegt. Die Lokomotive besaß eine automatische Starteinrichtung für den Dieselmotor, bei ihr wurde erstmals bei Doppellokomotiven eine Möglichkeit des Wechsels von Führerstand zu Führerstand ohne Abstellen des Dieselmotors realisiert. Innerhalb der langen Fertigungszeit wurden viele konstruktive Änderungen realisiert, die besonders die elektrischen Fahrmotoren, die Räder und die Führerstände betrafen.

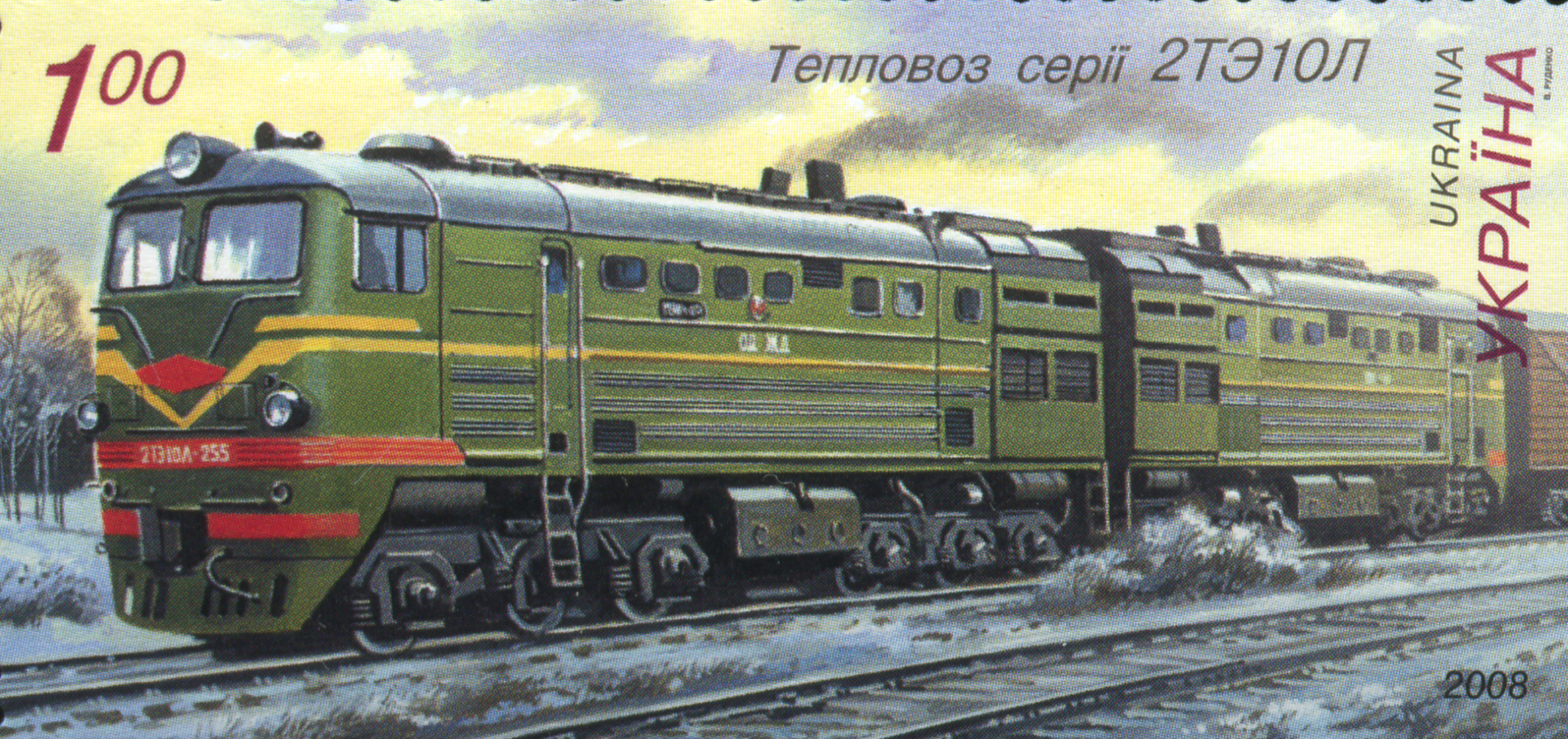
Mehr als 20 Jahre nach Fertigungsende: Eine Lokomotive der Baureihe als Motiv einer ukrainischen Briefmarke

Es wurden insgesamt 3192 Lokomotiven dieser Serie gefertigt. Eingesetzt waren sie auf zehn Eisenbahngesellschaften des Landes, sie ersetzten die weniger starke ТЭ3 sowie deren dreiteilige Variante. Eingesetzt waren sie hauptsächlich auf den Eisenbahnen um Nischni Nowgorod, Turkmenistan und Moldawien. Von 1993 bis 1998 wurden sie in Russland massenhaft ausgemustert, da inzwischen viele neuere Doppel- bzw. Dreifachlokomotiven ihre Arbeit übernehmen konnten. In Moldawien wurden sie 2008 noch gesichtet. Viele Lokomotiven sind als fahrfähige Maschinen bzw. als Standobjekte erhalten geblieben.

## Bilder
|  |  |  |  |  |